# Garrulax konkakinhensis
El charlatán orejicastaño (Garrulax konkakinhensis) es una especie de ave paseriforme de la familia Leiothrichidae endémica del este de Indochina.

## Distribución y hábitat
Se encuentra únicamente en las montañas del este de Indochina, localizado en la provincia de Kon Tum de Vietnam. La especie solo se ha observado en una pequeña región del parque nacional Kon Ka Kinh (de donde procede su nombre científico), aunque posiblemente también pueda habitar en la vecina Laos. Su hábitat natural son los bosques húmedos tropicales de montaña. Está amenazado por la pérdida de hábitat.